# Malek Chergui
Malek Chergui, né le 2 juillet 1988 à Échirolles, est un footballeur français. Il évolue au poste d'attaquant.

## Biographie
Originaire d'Échirolles, dans la banlieue grenobloise, Malek Chergui est formé à l'Olympique lyonnais, avant de rejoindre Jura Sud en 2008.
Un an plus tard, il signe au Dijon FCO. Le 9 avril 2010, il joue son premier match professionnel en Ligue 2 face à l'AC Ajaccio. Remplaçant, il entre en jeu dans le temps additionnel à la place de Lynel Kitambala. Ce sera sa seule apparition lors de la saison 2009/2010. L'année suivante, il est titulaire pour la première fois lors d'un déplacement à Istres le 20 août 2010. Il jouera cinq matchs en championnat et également deux matchs de Coupe de France où il marque un but face à Hayange lors du 7e tour. À l'issue de la saison Dijon est promu en Ligue 1, néanmoins Chergui n'est pas conservé.
En 2011, il s'engage avec le Grenoble Foot 38 qui vient d'être rétrogradé en CFA 2. Il inscrit 6 buts en 23 matchs de championnat, et 10 buts en 6 matchs de Coupe de France. L'année suivante, il rejoint l'AS Valence, qui évolue une division au-dessus (CFA). Il n'y reste qu'une saison, avant de signer à l'AS Cannes. Auteur d'un bon début de saison, il se casse la cheville au cours d'un match et sera éloigné des terrains pendant trois ans. En 2016, il part pour la Suisse, où il s'engage avec le FC Azzurri 90 qui évoluait en 4e division.
En 2017, il retourne à Grenoble en National. Le club monte en Ligue 2 à la suite des barrages d'accession face au Football Bourg-en-Bresse Péronnas 01. Pour sa première véritable saison en professionnel, à 30 ans, Chergui est un titulaire indiscutable. Il inscrit 8 buts en 29 matchs en Ligue 2. 
Le 20 juin 2019, il s'engage 2 ans avec le Valenciennes FC. Il retrouve Olivier Guégan, l'entraîneur qui l'avait relancé en National lors de la saison 2017-2018.
Lors de la saison 2020-2021, bien que blessé dès la première journée et écarté des terrains une bonne partie de la saison, il termine meilleur passeur du club avec 5 passes décisives, à égalité avec Gaëtan Robail.
A la fin de son contrat avec Valenciennes, Malek Chergui se retrouve sans club.

## Statistiques
| Saison                | Club                  | Championnat           | Championnat | Championnat | Coupe nationale | Coupe nationale | Coupe de la Ligue | Coupe de la Ligue | Total | Total |
| Saison                | Club                  | Division              | M.          | B.          | M.              | B.              | M.                | B.                | M.    | B.    |
| 2009-2010             | Dijon FCO             | Ligue 2               | 1           | 0           | -               | -               | -                 | -                 | 1     | 0     |
| 2010-2011             | Dijon FCO             | Ligue 2               | 5           | 0           | 2               | 1               | -                 | -                 | 7     | 1     |
| Sous-total            | Sous-total            | Sous-total            | 6           | 0           | 2               | 1               | -                 | -                 | 8     | 1     |
| 2017-2018             | Grenoble Foot         | National              | 12+1        | 1           | 1               | 0               | -                 | -                 | 14    | 1     |
| 2018-2019             | Grenoble Foot         | Ligue 2               | 29          | 8           | 2               | 1               | 1                 | 1                 | 32    | 10    |
| Sous-total            | Sous-total            | Sous-total            | 42          | 9           | 3               | 1               | 1                 | 1                 | 46    | 11    |
| 2019-2020             | Valenciennes FC       | Ligue 2               | 27          | 3           | 3               | 0               | 1                 | 0                 | 31    | 3     |
| 2020-2021             | Valenciennes FC       | Ligue 2               | 8           | 1           | 1               | 0               | -                 | -                 | 9     | 1     |
| Total sur la carrière | Total sur la carrière | Total sur la carrière | 83          | 13          | 9               | 2               | 2                 | 1                 | 94    | 16    |